# Sun Ra
Sun Ra (* jako Herman Poole Blount; 22. května 1914 Birmingham, Alabama, USA – 30. května 1993 tamtéž) byl americký hráč na klávesové nástroje (varhany, klavír, klávesy, minimoog, celesta). V roce 1979 byl uveden do Alabama Jazz Hall of Fame. Patřil mezi nejvýznamnější free jazzové hudebníky.